# Vampir von Atlas

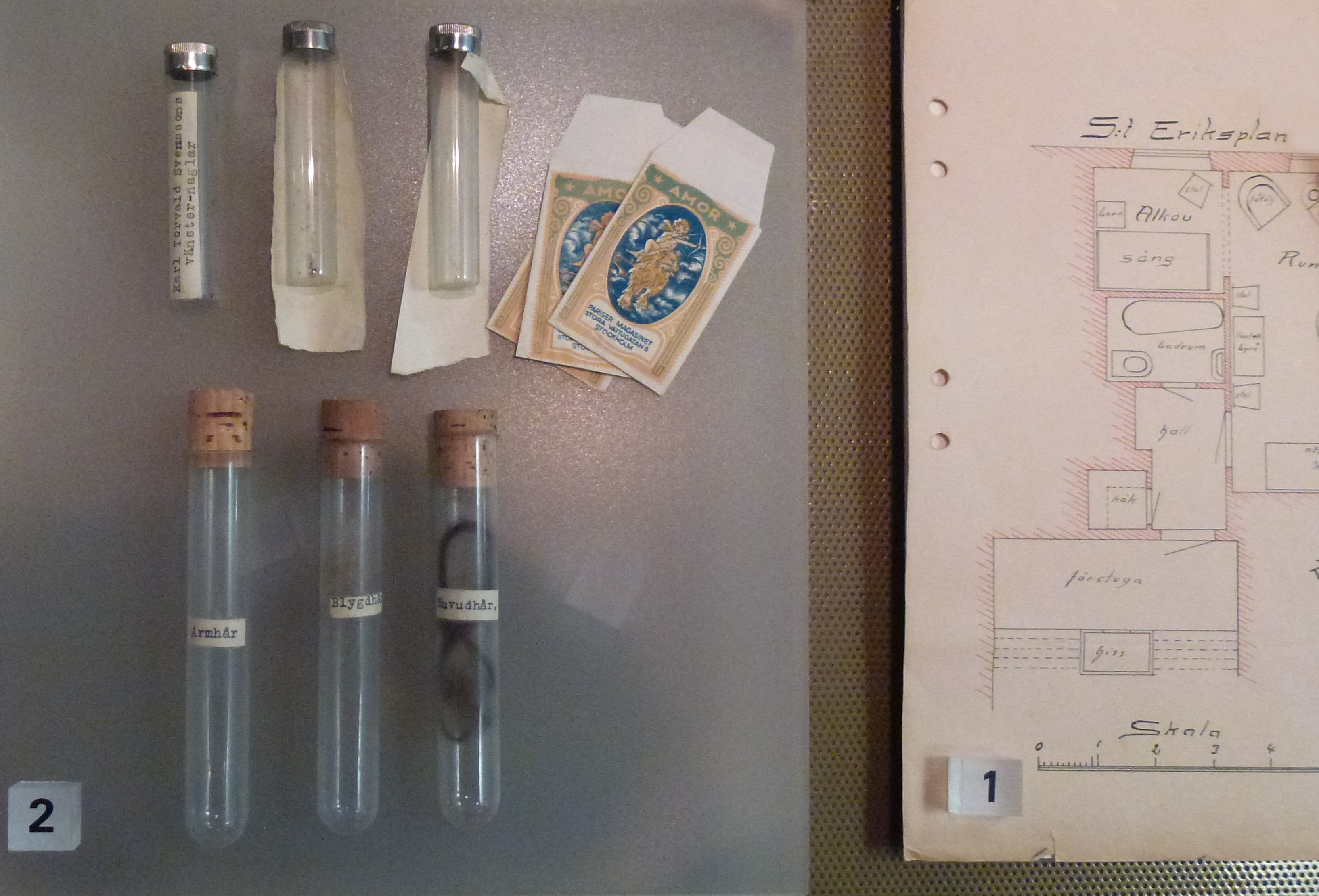
Beweismittel im Schwedischen Polizeimuseum

Als Vampir von Atlas (schwedisch: Vampyrmordet) wird der Täter eines unaufgeklärten Mordes an einer Prostituierten in Stockholm, Schweden bezeichnet. Die Leiche wurde am 4. Mai 1932 entdeckt und erlangte wegen der Vorgehensweise des Täters besonders viel Aufmerksamkeit.

## Tathergang
Das spätere Opfer, die Prostituierte Lilly Lindeström, wurde das letzte Mal ca. drei Tage vor dem Mord von ihrer Freundin Minnie Jansson gesehen. Jansson gab an, dass Lindeström um ca. 19 Uhr nach einem Kondom fragte, da sie einen Kunden hatte. Nach einigen Stunden klopfte Jansson an Lindeströms Tür, bekam aber keine Antwort. Als sie in den nächsten Tagen nichts von Lindeström hörte, rief sie am 4. Mai die Polizei an. Diese betrat Lindströms Wohnung und fand ihre Leiche nackt auf einem Sofa vor. Das Opfer hatte mehrere Verletzungen am Kopf, die wahrscheinlich von einem stumpfen Gegenstand stammen. Die Polizei konnte außerdem feststellen, dass der Mörder mit seinem Opfer Geschlechtsverkehr hatte. Da die Wohnung nach dem Mord vom Täter gereinigt wurde, konnten die Ermittler keine Fingerabdrücke finden. Bei späteren Untersuchungen stellte man fest, dass der Mörder seinem Opfer mehrere Liter Blut entnommen hatte. Als man in der Wohnung auch eine blutige Schöpfkelle entdeckte, kam der Verdacht auf, dass der Mörder Lindeströms Blut getrunken haben könnte.
Da es keine handfesten Beweise gegen Verdächtige gab, wurde der Fall bis heute nicht gelöst.